# Đại học Tiểu bang Kentucky
Trường Đại học Tiểu bang Kentucky (tiếng Anh: Kentucky State University, viết tắt KSU hoặc, ít phổ biến, KYSU để phân biệt với Đại học Tiểu bang Kansas) là một trường đại đào tạo bốn năm ở Frankfort, Kentucky, Hoa Kỳ. Ban đầu trường đại học này được dành cho người Mỹ gốc Phi; chính sách phân biệt chủng tộc được bãi bỏ năm 1954. Đây cũng là một trường đại học được cấp đất năm 1890 phục vụ các công dân của tiểu bang Kentucky thông qua chương trình mở rộng hợp tác xã nông nghiệp. Ngày nay, hơn một nửa số sinh viên là người Mỹ gốc Phi. Hiệu trưởng trường đại học hiện nay là Tiến sĩ M. Christopher Brown II.